# The Simpsons 20th Anniversary Special – In 3-D! On Ice!
Pour plus de détails, voir Fiche technique et Distribution.
The Simpsons 20th Anniversary Special – In 3-D! On Ice! est un téléfilm documentaire sur le « phénomène culturel » que représente la série télévisée américaine d'animation Les Simpson. Il a été diffusé le 10 janvier 2010 sur Fox.

## Contenu
Le film examine le « phénomène culturel » des Simpson et contient des interviews de personnes de l'équipe de la série comme de fans. Morgan Spurlock a dit que malgré le titre, il « ne sera probablement ni en 3D ni sur la glace ».

## Fiche technique
- Titre : The Simpsons 20th Anniversary Special – In 3-D! On Ice!
- Réalisation : Morgan Spurlock
- Scénario : Jeremy Chilnick et Morgan Spurlock
- Photographie : Daniel Marracino
- Montage : Tova Goodman
- Société de production : Utopia Films et Warrior Poets
- Pays :  États-Unis
- Genre : Documentaire
- Durée : 42 minutes
- Dates de sortie : 
  -  États-Unis : 10 janvier 2010[1]

## Accueil
Lors de sa première diffusion, The Simpsons 20th Anniversary Special - In 3-D! On Ice! a reçu un score de 5,6 sur l'échelle de Nielsen sur les 18-49 ans et a réuni environ 13 millions de téléspectateurs. La première partie a rassemblé 13,462 millions de personnes et 15 % de parts de marché sur la tranche des 18-49 ans et a reçu un score de 6,3 ; la seconde partie a réuni 11,171 millions de téléspectateurs, 12 % de parts de marché (sur la même tranche) et a reçu un score de 5,9.